# Sønder Vissing
Sønder Vissing – miasto w Danii, w regionie Jutlandia Środkowa, w gminie Horsens.